# Limnophora fasciata
Limnophora fasciata är en tvåvingeart som beskrevs av Wu 1988. Limnophora fasciata ingår i släktet Limnophora och familjen husflugor. Inga underarter finns listade i Catalogue of Life.